# افسانه جهانگیری
افسانه جهانگیری خوانندهٔ قشقایی اهل ایران است.

## زندگی و فعالیت‌هنری
افسانه جهانگیری دختر فتح‌الله خان جهانگیری از خوانین طایفه آردکپان ایل قشقایی است. وی در موسیقی متن فیلم گبه به کارگردانی محسن مخملباف و آهنگسازی حسین علیزاده آوا و آواز خواند سپس در کارهای دیگر از جمله آلبوم مادران زمین با حسین علیزاده همکاری کرد. او همچنین با حسین حمیدی در آلبوم اوجاداغلار به هنرمندی پرداخته است. آخرین همکاری او با هاتف علیمردانی در تیتراژ فیلم آباجان بود. او همسر فرود گرگین‌پور نوازندهٔ ایل قشقایی و از استادان دانشگاه هنر تهران است. همسرش دربارهٔ او می‌گوید:
افسانه، همسرم ایلیاتی است. زنِ رشیدِ ایل قشقاییم که مادری می‌کند برای دِنا و صبا و کاوه. افسانه صدایش، مخملِ تازه رُستة سبزِ بهار است. افسانه صدایش رنج دارد. به زبان ایلیاتیها می‌خواند و تمام خانه تصویر ایل می‌شود؛ رفته‌های دور، کوه‌های بلندِ پُربرف و تابستانهای داغ که تمام خانه پُر می‌شود از آوازِ لای لایِ مَشک.
با ویولُن و پیانو موسیقی ایل می‌نوازم. دستهایم می‌لغزد روی نرمی ساز. بچه ام، کودکم. نُتهای غنوده بیدار می‌شوند. یک به یک، گام به گام. افسانه دَم می‌گیرد به لالاییهای دور. صبا و کاوه سراغ سازهایشان می‌روند. رسمِ عشق می‌گیریم به شکوهِ نوا. می‌زنیم و می‌زنیم. رنجهایمان در اشکهایمان رها می‌شود. دلمان شورِ عشق می‌گیرد. دشتی و همایون و بیات و افشار، سه گاه و چهارگاه. خوشیم با عشق. سودایی دارد این عالم.
۳۱ خرداد ۱۴۰۳ مراسم نکوداشت افسانه جهانگیری و نازلی جهانگیری در هفتمین سال‌نوای موسیقی ایران برگزار و تندیس و لوحِ سال‌نوا به آنها اهدا شد.

## آثار
- آلبوم گبه - اثر حسین علیزاده
- آلبوم مادران زمین به‌همراه حسین علیزاده، حسین حمیدی، هما نیکنام و پروین نمازی
- آلبوم اوجاداغلار به‌همراه حسین حمیدی (موسیقی قشقایی)[۴]
- آلبوم لالایی به‌همراه حسین حمیدی